# بیمارستان مرکزی
بیمارستان مرکزی (اسپانیایی: Hospital Central‎) با نام پیشین خط قرمز (اسپانیایی: Línea Roja‎) یک مجموعهٔ تلویزیونی اسپانیایی است که در سال ۲۰۰۰ منتشر شد و زندگی حرفه‌ای و شخصی پرسنل یک بیمارستان خیالی در مادرید را به نام «بیمارستان مرکزی» دنبال می‌کند. گفته می‌شود که این سریال، نمونهٔ اسپانیایی مجموعهٔ تلویزیونی بخش فوریت‌های پزشکی است.

## گزیدهٔ بازیگران

### اصلی یا دوره‌ای
- مونیکا استارئادو
- مار رگراس
- ماریا کاسال
- آلیسیا بوراچرو
- ناچو فرسندا
- ماریان آلبارس
- بئا سگورا
- پاتریسیا بیکو
- رافائل آمایا
- آدریانا اوگارته
- الیا گالرا
- فرناندو گی‌ین
- لتیسیا دلرا
- کلارا لاگو
- الوی آسورین
- مرسه یورنس
- بیسنته آرو

### میهمان
- پیلار لوپس د آیالا
- خوزه ساکریستان
- پیلار باردم
- السا پاتاکی
- آگوستین گونسالس
- خوزه لوئیس لوپس باسکس
- لولیتا فلورس
- خورخه سانس
- داوید بیسبال
- ماریانا کوردرو
- خولیتا ونگاس
- لوسیا کاراباجو
- بیل دوران
- آدریانا وگا
- آلکس گارسیا
- گونسالو راموس
- ماریا باسان
- فرناندو آلبیسو
- خوان مارگایو
- فلیکس کوبرو
- چما بلاسکو